# Henri Leeuw jr.
Henri Leeuw jr. (Roermond, 7 oktober 1861 - Amsterdam, 12 juni 1918) was een Nederlands kunstschilder en beeldhouwer.

## Leven en werk
Leeuw was een zoon van beeldhouwer Henri Leeuw sr. en Anna Amelia Hubertina Raemaekers. Hij behaalde in Amsterdam de middelbare tekenakte, doceerde korte tijd in Warffum en later aan de gemeentelijke hogereburgerschool in Nijmegen. In Nijmegen gaf hij ook privétekenlessen, onder anderen aan zijn neef, de tekenaar Louis Raemaekers. Met zijn vader maakte hij onder meer het kalkstenen beeld van een leeuw (1886) voor het Kronenburgerpark in Nijmegen.
Leeuw was werkzaam als aquarellist, illustrator, etser en graficus. Hij was daarnaast decorateur bij een aantal bouwwerken van zijn broer Oscar Leeuw, die architect was. Ze werkten samen aan bijvoorbeeld het Jachtslot de Mookerheide (1902) en het Concertgebouw de Vereeniging (1914-1915) in Nijmegen. Het rijke decoratieprogramma van de Kleine Zaal met de muurschilderingen (allegorieën op muzikale genres) is grotendeels van zijn hand. Voor het Jachtslot maakte Leeuw onder andere een gebrandschilderd raam met de Hubertuslegende als thema.
Leeuw overleed op 56-jarige leeftijd in Amsterdam en werd begraven op de R.K. begraafplaats aan de Daalseweg te Nijmegen.

## Afbeeldingen

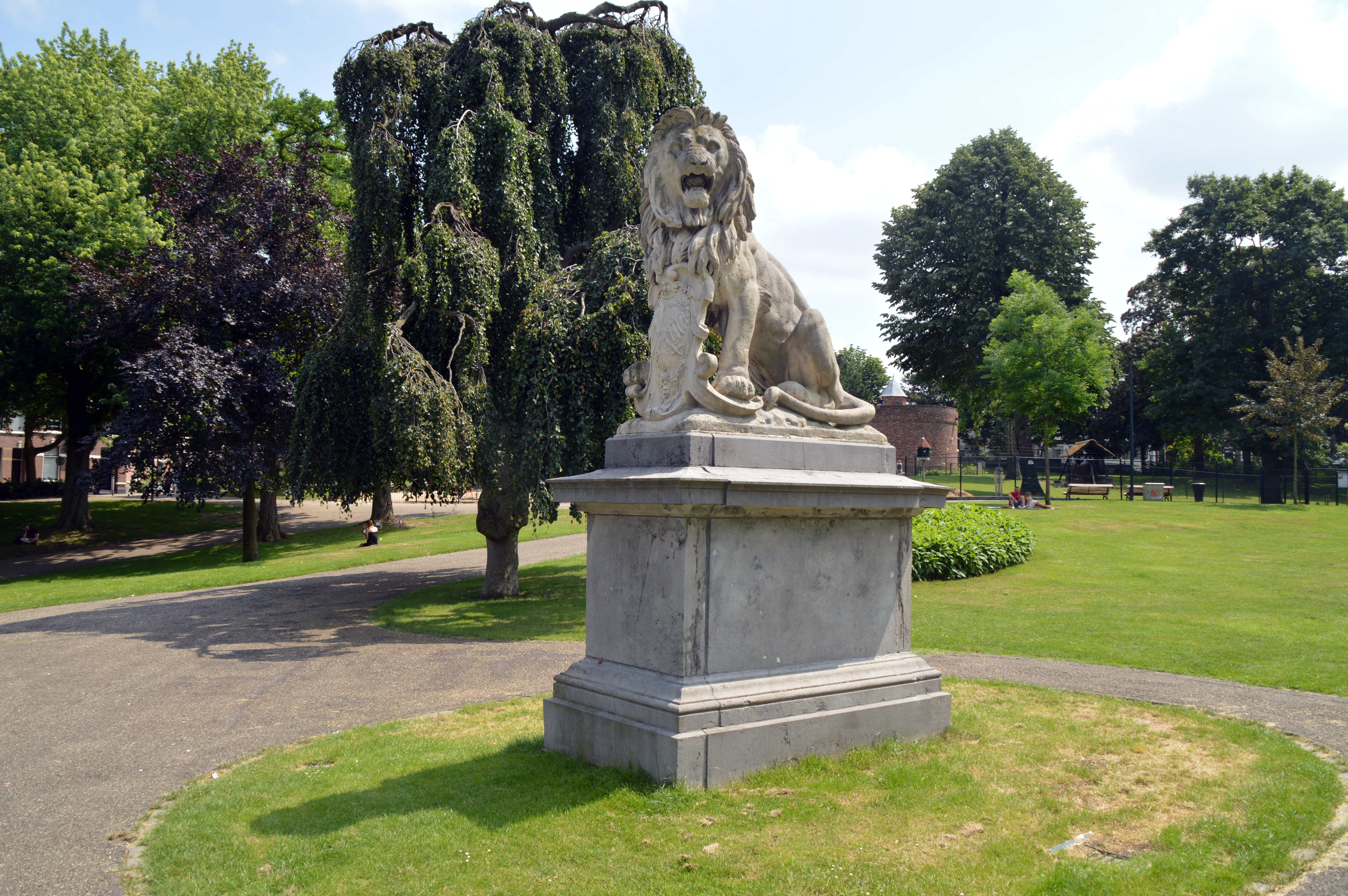
Leeuw, Kronenburgerpark
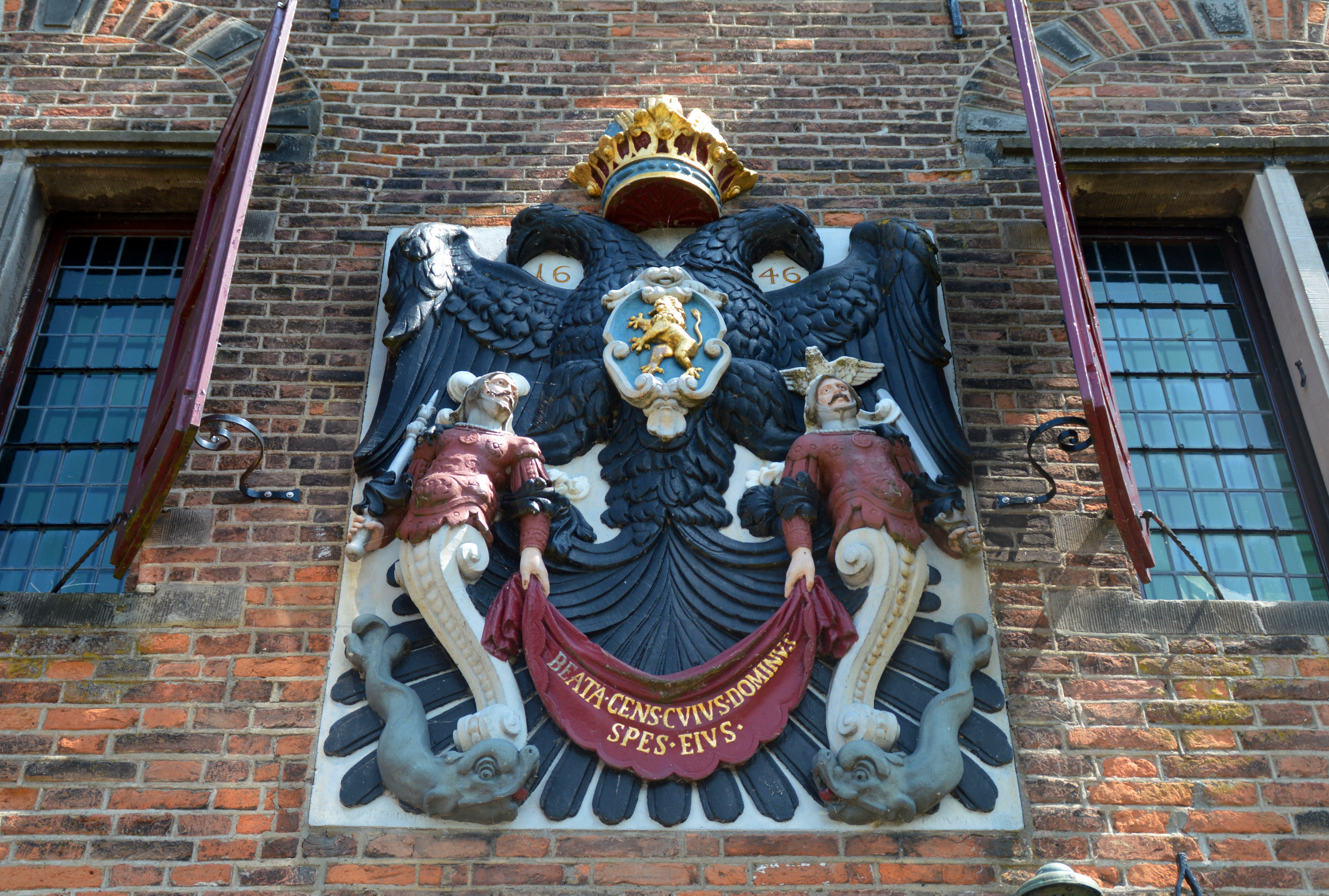
Belvédère gevelsteen, Hunnerpark Nijmegen 1646, Replica 1888
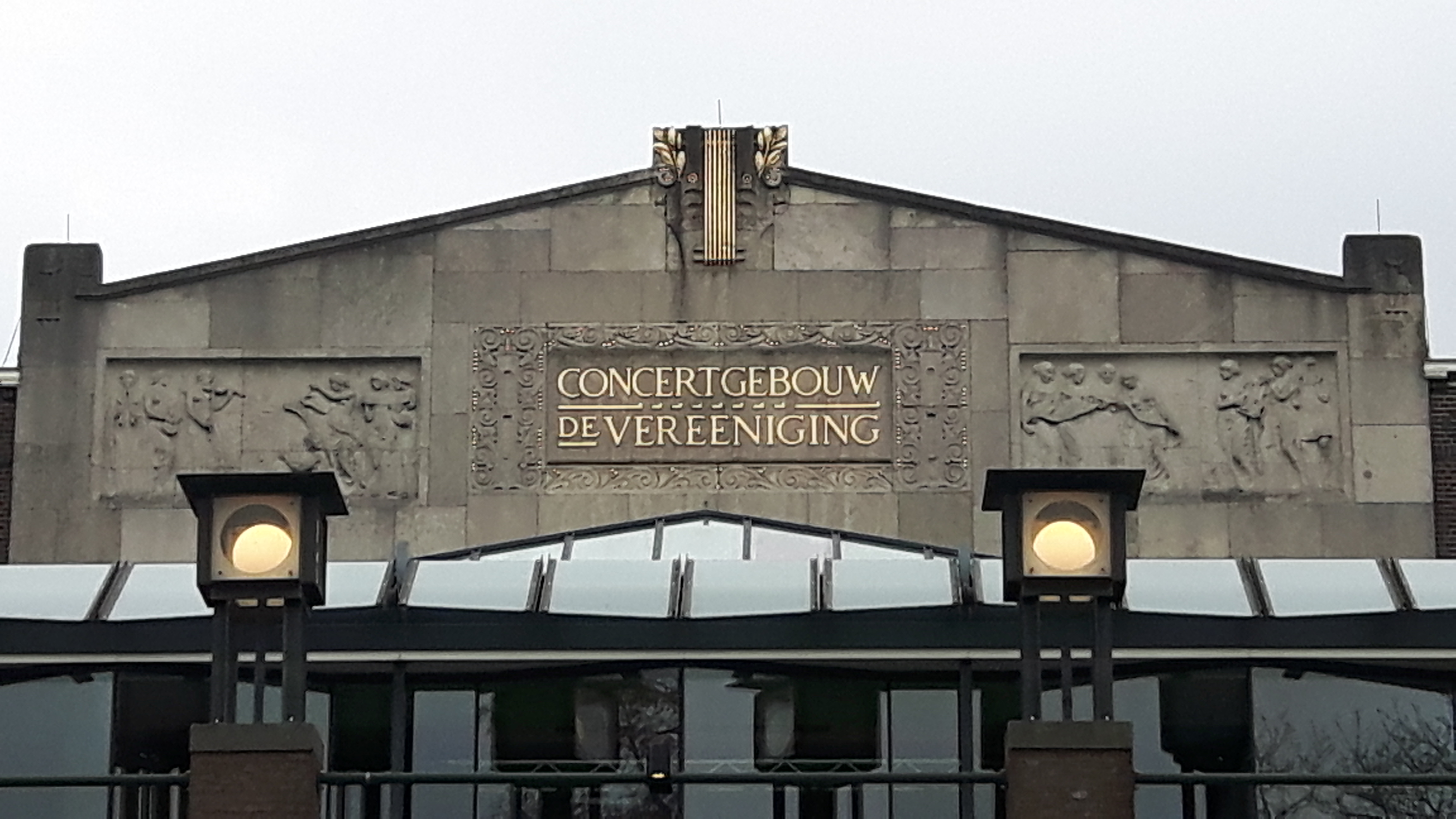
Concertgebouw de Vereeniging, reliëfs over zang en theater
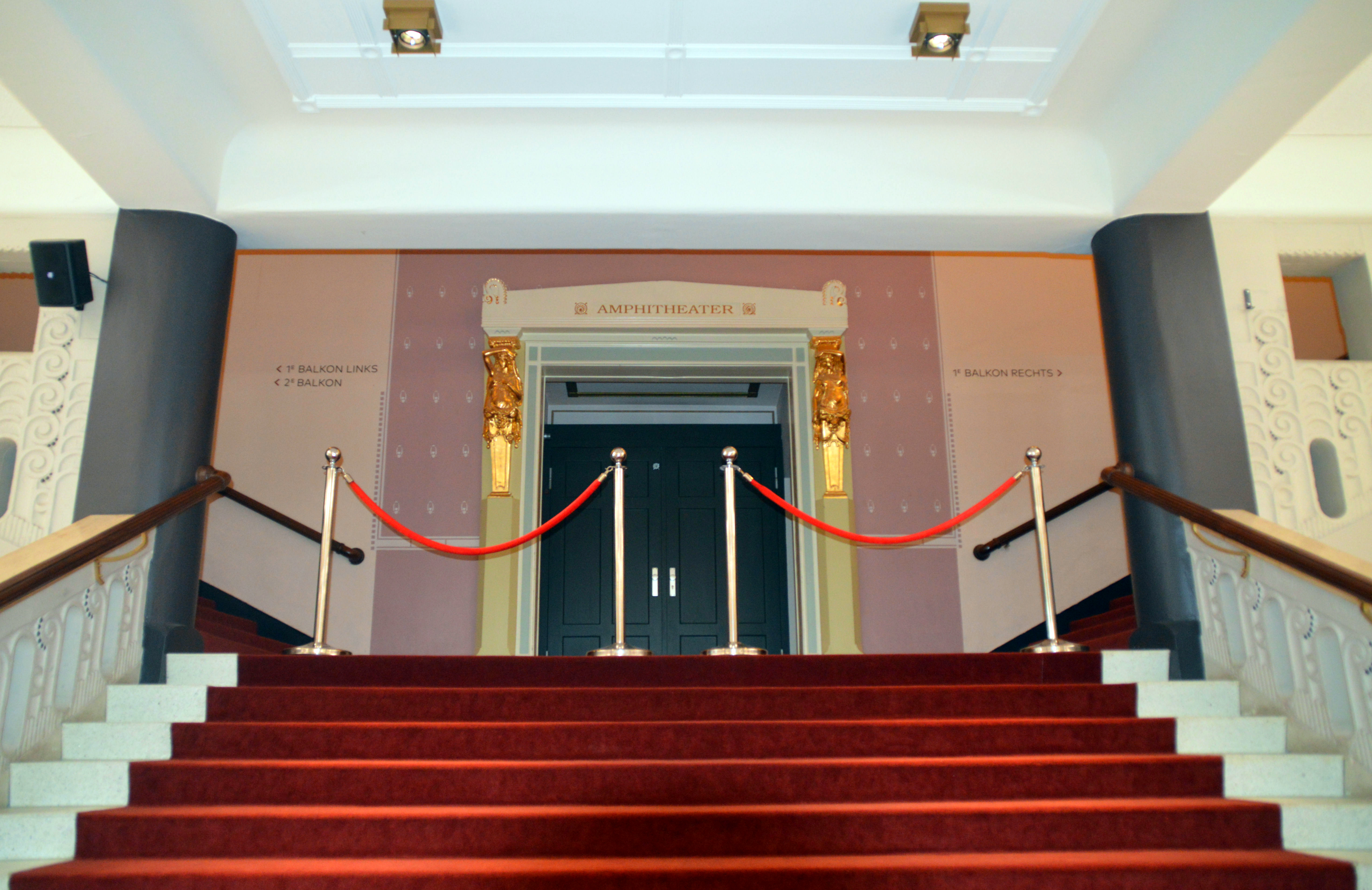
Ingang amphitheater Concertgebouw de Vereeniging Nijmegen